# 赤田镇
赤田镇，是中华人民共和国江西省宜春市奉新县下辖的一个乡镇级行政单位。

## 行政区划
赤田镇下辖以下地区：
十五里亭社区、高岗村、罗塘村、桃树村、陶仙村、庄溪村、斛甬村、蔡甬村、赤田村、随湖村、童家村、涂家村、西历村、塅里村和石湖果林场生活区。

## 人物
赤田镇店上帅家为帅化民祖籍地。